# Municipio de Johnson (condado de Polk)
El municipio de Johnson (en inglés: Johnson Township) es un municipio ubicado en el condado de Polk en el estado estadounidense de Misuri. En el año 2010 tenía una población de 1681 habitantes y una densidad poblacional de 21,05 personas por km².

## Geografía
El municipio de Johnson se encuentra ubicado en las coordenadas 37°46′44″N 93°35′14″O / 37.77889, -93.58722. Según la Oficina del Censo de los Estados Unidos, el municipio tiene una superficie total de 79.86 km², de la cual 79,46 km² corresponden a tierra firme y (0,5 %) 0,4 km² es agua.

## Demografía
Según el censo de 2010, había 1681 personas residiendo en el municipio de Johnson. La densidad de población era de 21,05 hab./km². De los 1681 habitantes, el municipio de Johnson estaba compuesto por el 96,73 % blancos, el 0,3 % eran afroamericanos, el 0,83 % eran amerindios, el 0,06 % eran asiáticos, el 0,18 % eran de otras razas y el 1,9 % eran de una mezcla de razas. Del total de la población el 2,74 % eran hispanos o latinos de cualquier raza.